# واشینگتن شمالی (کلرادو)
واشینگتن شمالی (به انگلیسی: North Washington) یک منطقهٔ مسکونی در ایالات متحده آمریکا است که در شهرستان آدامز، کلرادو واقع شده‌است. واشینگتن شمالی ۱۳٫۹ کیلومتر مربع مساحت و ۴۸۴ نفر جمعیت دارد و ۱٬۵۸۳ متر بالاتر از سطح دریا واقع شده‌است.